# Nifuroksazyd
Nifuroksazyd – organiczny związek chemiczny z grupy pochodnych nitrofuranu stosowany jako chemioterapeutyk w zakażeniach układu pokarmowego.

## Działanie
Lek o miejscowym działaniu. Stosowany w zakażeniach układu pokarmowego. Nie wchłania się z przewodu pokarmowego i działa wyłącznie w jego świetle. Jego działanie polega na hamowaniu aktywności bakteryjnych dehydrogenaz i enzymów uczestniczących w syntezie białka. Wskazaniem do stosowania leków zawierających nifuroksazyd jest ostra biegunka bakteryjna, bez objawów ogólnego zakażenia. Nifuroksazyd nie wpływa na naturalną florę bakteryjną znajdującą się w przewodzie pokarmowym.

## Zakres działania
Swym zakresem działania obejmuje większość bakterii mogących powodować choroby układu pokarmowego. Nie działa na bakterie z rodzajów Pseudomonas, Proteus i Providentia.

## Zastosowanie
Powszechnie stosowany w leczeniu biegunek wywołanych przez bakterie. Lek stosowany doustnie (w Polsce dostępny w postaci tabletek lub zawiesiny). Ostre i przewlekłe biegunki pochodzenia bakteryjnego, zakażenia pokarmowe.
Pomimo częstego stosowania, jego skuteczność jest podawana w wątpliwość. Nie jest brany pod uwagę w pediatrycznych zaleceniach terapeutycznych w Europie. Ponieważ zakażenia pokarmowe mają zazwyczaj podłoże wirusowe, stosowanie leku przeciwbakteryjnego nie ma wówczas uzasadnienia. 

## Działanie niepożądane
Rzadko zdarzają się reakcje alergiczne.

## Dawkowanie
Lek u dorosłych w stosuje się 4× na dobę – 4 × 200 mg (tabletki) lub 4 × 220 mg (zawiesina), dla dzieci dawki są mniejsze.

## Preparaty

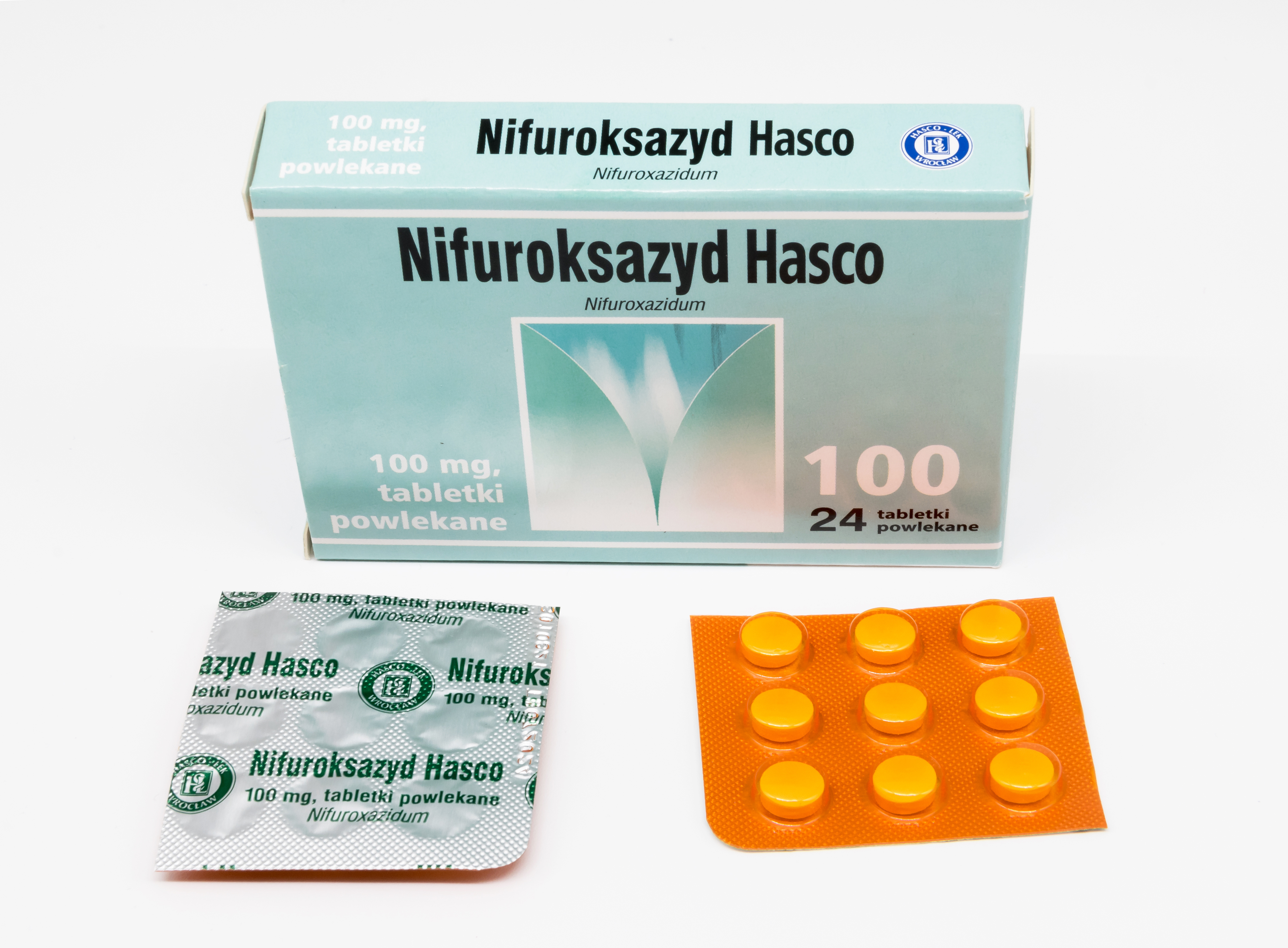
Nifuroksazyd Hasco 100 mg

Lista leków zawierających nifuroksazyd dopuszczonych do obrotu w Polsce (stan na 1 stycznia 2022 r.):
- Nifuroksazyd Hasco
- Nifuroksazyd 200 Hasco
- Nifuroksazyd Gedeon Richter
- Nifuroksazyd Polfarmex
- Zyfurax Baby
- Zyfurax Forte
- Zyfurax Junior